# WTA Challenger Concord
Das WTA Challenger Concord (offiziell: Thoreau Tennis Open) ist ein Tennisturnier der WTA Challenger Series, das in der US-amerikanischen Stadt Concord ausgetragen wird.
Nachdem das Turnier 2019 unter der ITF gespielt wurde, findet es 2021 erstmals mit erhöhtem Preisgeld als Turnier der WTA Challenger Series statt. 

## Siegerliste

### Einzel
| Jahr | Siegerin        | Finalgegnerin  | Ergebnis      |
| ---- | --------------- | -------------- | ------------- |
| 2021 | Magdalena Fręch | Renata Zarazúa | 6:3, 7:64     |
| 2022 | Coco Vandeweghe | Bernarda Pera  | 6:3, 5:7, 6:4 |

### Doppel
| Jahr | Siegerinnen                      | Finalgegnerinnen                     | Ergebnis          |
| ---- | -------------------------------- | ------------------------------------ | ----------------- |
| 2021 | Peangtarn Plipuech Jessy Rompies | Usue Maitane Arconada Cristina Bucșa | 3:6, 7:65, [10:8] |
| 2022 | Coco Vandeweghe Warwara Flink    | Moyuka Uchijima Peangtarn Plipuech   | 6:3, 7:63         |